# فرانسيسكو بينينو
فرانسيسكو بينينو (بالإيطالية: Francesco Benigno)‏ هو مغني وممثل إيطالي، ولد في 4 أكتوبر 1967 في باليرمو في إيطاليا.

## أعمال

### أفلام
- (1989) ميري بير سيمبري
- (1990) راغاتسي فيوري

## وصلات خارجية
- فرانسيسكو بينينو على موقع IMDb (الإنجليزية)
- فرانسيسكو بينينو على موقع ألو سيني (الفرنسية)
- فرانسيسكو بينينو على موقع أول موفي (الإنجليزية)
- فرانسيسكو بينينو على موقع قاعدة بيانات الفيلم (الإنجليزية)
- فرانسيسكو بينينو على موقع كينوبويسك (الروسية)